# Bruges (Frankreich)
Bruges ist eine französische Stadt mit 20.382 Einwohnern (Stand 1. Januar 2022) im Département Gironde in der Region Nouvelle-Aquitaine. Die Stadt liegt im Arrondissement Bordeaux und dort im Kanton Le Bouscat.

## Geografie
Bruges liegt etwa fünf Kilometer nördlich von Bordeaux. Die Gemeinde wird erschlossen durch
- die SNCF-Strecke Ligne du Médoc in Richtung Le Verdon-sur-Mer
- die Linie C der Straßenbahn Bordeaux im hierzu parallelen Tram-Train-Betrieb zwischen dem Vorplatz des früheren Bahnhofs Ravezies in Bordeaux und dem Bahnhof Blanquefort, die damit eine direkte, umsteigefreie Verbindung von der Innenstadt in Bordeaux ermöglicht, sowie
- Buslinien der TBC.

## Bevölkerungsentwicklung
| Jahr                      | 1962  | 1968  | 1975  | 1982  | 1990  | 1999   | 2006   | 2016   |
| ------------------------- | ----- | ----- | ----- | ----- | ----- | ------ | ------ | ------ |
| Einwohner                 | 5.349 | 6.612 | 7.610 | 7.686 | 8.753 | 10.610 | 12.955 | 18.037 |
| Quelle: Cassini und INSEE |       |       |       |       |       |        |        |        |

## Städtepartnerschaften
Seit 1989 besteht eine Partnerschaft zwischen Bruges und der deutschen Gemeinde Umkirch im baden-württembergischen Landkreis Breisgau-Hochschwarzwald.
Seit 2005 besteht eine Partnerschaft zur spanischen Gemeinde Polanco in Kantabrien.

## Baudenkmäler
Siehe: Liste der Monuments historiques in Bruges

## Persönlichkeiten
- Alina Reyes (* 1956), französische Schriftstellerin
- Matthieu Chalmé (* 1980), französischer Fußballspieler
- Mathieu Valbuena (* 1984), französischer Fußballspieler
- Anthony Moura-Komenan (* 1986), ivorischer Fußballspieler
- Jérémy Frérot (* 1990), französischer Sänger
- Marine Laclotte (* 1991), französische Animationsfilmerin